# Zegriades gracilicornis
Zegriades gracilicornis là một loài bọ cánh cứng trong họ Cerambycidae.